# ناوشکن ببر
| USS Zellars (DD-777) · ناوشکن ببر ایالات متحده آمریکا - از ۱۹۷۳ ایران · | USS Zellars (DD-777) · ناوشکن ببر ایالات متحده آمریکا - از ۱۹۷۳ ایران ·     |
| ----------------------------------------------------------------------- | --------------------------------------------------------------------------- |
| ناوشکن ببر در سال ۱۹۷۷                                                  |                                                                             |
| اطلاعات کلی                                                             |                                                                             |
| نوع کشتی                                                                | ناوشکن                                                                      |
| کلاس                                                                    | کلاس سامنر                                                                  |
| کشور سازنده                                                             | ایالات متحده آمریکا                                                         |
| ساخت کارخانه                                                            | کارخانه کشتی‌سازی تاد پاسفیک                                                 |
| ورود به ناوگان                                                          | ۱۹۴۴                                                                        |
| مشخصات                                                                  |                                                                             |
| طول کشتی                                                                | ۱۱۴ متر                                                                     |
| پهنای بدنه                                                              | ۱۲٫۱۹ متر                                                                   |
| بارگیری استاندارد                                                       | ۲۲۰۰ تن                                                                     |
| حداکثر ظرفیت بارگیری                                                    | ۳۵۱۵ تن                                                                     |
| نوع موتور                                                               | ۲ موتور توربین بخار، ۲ شفت، ۲ دیگ بخار به قدرت ۶۰ هزار اسب بخار (۴۵ مگاوات) |
| تعداد خدمه                                                              | ۳۳۶ نفر                                                                     |
| سرعت                                                                    | ۳۴ گره (۶۳ کیلومتر در ساعت)                                                 |
| برد عملیاتی                                                             | ۱۲۰۰۰ کیلومتر با سرعت ۱۵ گره                                                |
| جنگ‌افزارها                                                              |                                                                             |
| توپخانه                                                                 | ۶ × توپ ۱۲۷ میلیمتری                                                        |
| توپخانه ضدهوایی                                                         | ۱۲ × توپ ۴۰ م‌م بوفورس ۱۱ توپ ۲۰ م‌م                                          |
| موشک دفاع هوایی                                                         | ریم-۶۶ استاندارد (در ایران)                                                 |
| هواگردهای قابل حمل                                                      | پارکینگ نگهداری بالگرد اس‌اچ-۳ سی کینگ                                       |
| سرنوشت                                                                  |                                                                             |
| تاریخ خروج از خدمت                                                      | ۱۹۷۱ از آمریکا ۱۹۹۴ از ایران                                                |
| تاریخ و محل اوراق شدن                                                   | اوراق در ۱۹۹۸                                                               |

ناوشکن ببر یک کشتی جنگی از کلاس ناوشکنهای آمریکایی کلاس سامنر با نام اصلی یواس‌اس زیلارز (دی‌دی-۷۷۷) (به انگلیسی: USS Zellars (DD-777)) بود که در سال ۱۹۴۴ ساخته و به خدمت نیروی دریایی آمریکا درآمد.
در سال ۱۹۷۱ این کشتی همراه با یک ناوشکن دیگر از کلاس سامنر به ایران فروخته شدند و در ایران ناوشکن ببر و ناوشکن پلنگ نام گرفتند. این دو کشتی جنگی تا اواسط دهه ۱۹۹۰ در نیروی دریایی ارتش ایران فعال بودند و یکی از طولانی‌ترین دوره‌های فعالیت را در میان کشتی‌های جنگی داشتند.
در مجموع ۵۸ ناوشکن از کلاس سامنر در سال‌های ۱۹۴۳ تا ۴۵ برای نیروی دریایی ایالات متحده ساخته شدند که ۲۹ فروند از آن‌ها پس از خروج خدمت در سال‌های پایانی دهه ۱۹۶۰ و اوایل دهه ۱۹۷۰ به کشورهای تایوان (۱۲ کشتی)، آرژانتین (۴ کشتی)، برزیل (۵ کشتی)، شیلی، کلمبیا، کره جنوبی، ونزوئلا و ایران هر کدام دو کشتی، و ترکیه و یونان هر کدام یک کشتی، فروخته شدند.

## مشخصات
ناوشکن ببر ۱۱۴ متر طول داشت و وزن استاندارد آن ۲۲۰۰ تن بود. نیروی محرکهٔ این کشتی را دو موتور توربین بخار به قدرت ۶۰ هزار اسب بخار تأمین می‌کردند که حداکثر سرعت آن را به ۳۴ گره دریایی (۶۳ کیلومتر بر ساعت) می‌رساند. این کشتی با سوخت کامل قادر بود مسافت ۱۲ هزار کیلومتری را با سرعت ۱۵ گره دریایی بر ساعت (۲۸ کیلومتر) طی کند. خدمه کشتی شامل ۳۳۶ نفر می‌شدند.

## جنگ‌افزارها
سلاح اصلی این ناوشکن شش قبضه توپ ۱۲۷ میلی‌متری (۵ اینچی) بود که با ۱۲ توپ ضدهوایی تک‌لول ۴۰ م‌م بوفورس، ۱۱ توپ تک‌لول ۲۰ م‌م حمایت می‌شد. ۱۰ اژدرانداز ۵۳۳ م‌م و شش شلیک‌گر خرج‌های عمقی ضدزیردریایی هم از سلاح‌های دیگر این کشتی جنگی بودند.

## تاریخچه عملیاتی

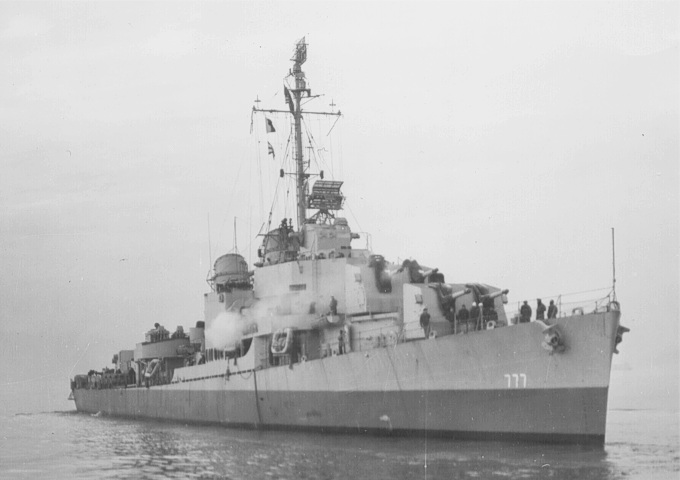
یواس‌اس زیلارز در سال ۱۹۴۵

### در آمریکا
این ناوشکن در جنگ جهانی دوم در جبهه اقیانوس آرام با نیروهای ژاپنی جنگید و در جنگ کره در اوایل دهه ۱۹۵۰ هم حضور فعالی داشت. این کشتی ۹ ماه در منطقه جنگی کره فعال بود و وظایف اصلی او در این جنگ شامل تهیه آتش پشتیبان برای نیروهای سازمان ملل، پایش و مراقبت سواحل و حفاظت از کشتی‌های بزرگتر آمریکایی در مقابل حمله احتمالی زیردریایی‌های دشمن (که البته هیچگاه اتفاق نیفتاد) می‌شد.
پس از جنگ کره فعالیت‌ها و تمرینات این کشتی بر روی افزایش قابلیت‌های ضدزیردریایی متمرکز شد و در سال ۱۹۶۰ یک برنامه بازسازی با تأکید بر افزایش قابلیت‌های ضدزیردریایی بر روی آن انجام شد.

### در ایران
پس از فروش ناوشکن ببر به ایران پرتابگرهای موشک ضدهوایی میان‌برد ریم-۶۶ استاندارد با قابلیت دوگانه ضدکشتی هم به این کشتی افزوده شدند و کشتی به سکوی پرواز بالگرد هم مجهز شد.
ناوشکن ببر همراه با هم‌کلاسیش پلنگ در نیروی دریایی ایران نقش مؤثری در جنگ ظفار ایفا کردند. این ناوشکن‌ها در این جنگ که علیه شورشیان مائوئیست عمانی درگرفته بود، به تأمین آتش حمایتی برای پیاده‌نظام ایران پرداختند. در جنگ ایران و عراق هم نقش این دو کشتی با توجه به قدیمی بودن بیشتر به اسکورت نفتکش‌ها و ماموریت‌های گشت‌زنی محدود می‌شد.
یکی از دلایل خرید این ناوشکن‌ها هم تربیت کادر لازم برای ناوشکن موشک‌انداز مدرن کلاس اسپروانس بود. چهار ناوشکن از این کلاس که جدیدترین کلاس ناوشکن‌های آمریکایی بودند در سال ۱۹۷۴ سفارش شده و قرار بود با نام ناوشکن کلاس کوروش به خدمت نیروی دریایی ایران درآید که با وقوع انقلاب این سفارش لغو شد. ناوشکن‌های ببر و پلنگ اولین ناوهای ایرانی مجهز به توانایی حمل و نگهداری بالگرد (نه صرفاً پذیرش بالگرد) و موشکهای استاندارد در نیروی دریائی ایران بوده‌اند و توپهای پنج اینچی آن‌ها نیز پرقدرت‌ترین توپهایی بوده‌اند که تاکنون نیروی دریایی ایران از آن‌ها استفاده کرده‌است. ببر همچنین تنها ناو سنگین مجهز به سونار عمق متغیر در نیروی دریائی ایران بوده‌است. ببر در اواسط دهه ۱۳۷۰ از نیروی دریایی ایران خارج شده و در سال ۱۹۹۸ برای اوراق شدن به پاکستان فروخته شد.

## ناوچه سبک ببر
نیروی دریایی ایران پیش‌تر از ناوشکن ببر، یک ناوچه سبک (اسلوپ) به نام ببر داشت که در جریان اشغال ایران در سال ۱۹۴۱ در خلال جنگ جهانی دوم، توسط ناو انگلیسی اچ.ام. اس شوریام آسیب دید و بعد توسط  ناو استرالیایی اچ‌ام‌ای‌اس یارا (یو۷۷) غرق گردید.